# Featherstone
Featherstone – miasto i civil parish w północnej Anglii (Wielka Brytania), w hrabstwie West Yorkshire, w dystrykcie metropolitalnym Wakefield. Leży 18 km od miasta Leeds i 255.9 km od Londynu. W 2011 roku civil parish liczyła 15 244 mieszkańców. Featherstone jest wspomniana w Domesday Book (1086) jako Ferestane/Fredestan.
W tym mieście ma swą siedzibę klub rugby - Featherstone Rovers.